# الدوري السوري الممتاز 1989-90
الدوري السوري الممتاز 1989-90 هو الموسم التاسع عشر من مواسم بطولة الدوري السوري الممتاز لكرة القدم منذ إنشائها، والذي تنافست فيه الأندية الاثنا عشر الأفضل على مستوى سوريا في كرة القدم، بحيث لعب كل فريق ضد الفرق الإحدى عشرة الأخرى مباراتين إحداهما على أرضه والأخرى خارجها، ثُمّ انتقلت الأندية الأربعة صاحبة المراكز الأولى إلى المرحلة التالية لتتنافس على الفوز بالبطولة، بينما هبط الفريقان صاحبا المركزين الأخيرين إلى دوري القسم الثاني، لكي يحل محلهما في الموسم التالي أفضل فريقين في دوري الدرجة الثانية. في ذلك الوقت كانت نتائج فرق الشباب تحت 19 عامًا وفرق الناشئين تحد 17 عامًا لكُل نادي من الأندية المُشاركة في البطولة تؤخذ بعين الاعتبار أيضًا إلى جانب نتائج فرق الكبار، وتلعب دورًا في تحديد الفرق الهابطة لدوري القسم الثاني.
توج فريق نادي الفتوة بلقب موسم عام 1989-1990 من بطولة الدوري السوري الممتاز لكرة القدم، بعد أن احتل صدارة الترتيب النهائي للفرق المشاركة بفارق الأهداف عن نادي الكرامة الذي احتل مركز الوصافة بعد أن تساوى كلا الفريقين في عدد النقاط، وبفارق تسع نقاط عن نادي الوثبة الذي احتل المركز الثالث بفارق الأهداف عن نادي جبلة حامل لقب الموسم السابق من البطولة بعدما تساوى كلاهما في عدد النقاط، وكان هذا هو لقب الدوري الممتاز الأول الذي يحرزه نادي الفتوة في تاريخه، كما حقق نادي الفتوة ثنائيّة في نفس العام بإحرازه للقب بطولة كأس سوريا لكرة القدم بعد فوزه في المباراة النهائيّة للبطولة أمام نادي الكرامة.

## الفرق المشاركة
شارك في موسم عام 1989-1990 من بطولة الدوري السوري الممتاز لكرة القدم 12 فريقًا، وهم:
- نادي المجد
- نادي الكرامة
- نادي جبلة
- نادي الاتحاد الحلبي
- نادي الشرطة
- نادي الوحدة
- نادي الحرية
- نادي تشرين
- نادي الفتوة
- نادي الوثبة
- نادي الجهاد
- نادي الجزيرة

## جدول الدوري
| م  | الفريق              | لعب | فاز | تعادل | خسر | له | عليه | +/- | النقاط |
| -- | ------------------- | --- | --- | ----- | --- | -- | ---- | --- | ------ |
| 1  | نادي الفتوة         | 22  | 12  | 7     | 3   | 30 | 15   | +15 | 43     |
| 2  | نادي الكرامة        | 22  | 12  | 7     | 3   | 26 | 11   | +15 | 43     |
| 3  | نادي الوثبة         | 22  | 8   | 9     | 5   | 32 | 20   | +12 | 34     |
| 4  | نادي جبلة           | 22  | 8   | 9     | 5   | 22 | 19   | +3  | 34     |
| 5  | نادي الوحدة         | 22  | 9   | 5     | 8   | 23 | 21   | +2  | 32     |
| 6  | نادي الاتحاد الحلبي | 22  | 7   | 9     | 6   | 19 | 19   | 0   | 30     |
| 7  | نادي الحرية         | 22  | 6   | 10    | 6   | 25 | 24   | +1  | 28     |
| 8  | نادي تشرين          | 22  | 7   | 6     | 9   | 29 | 25   | +4  | 27     |
| 9  | نادي الشرطة         | 22  | 6   | 6     | 10  | 12 | 26   | -14 | 24     |
| 10 | نادي الجهاد         | 22  | 5   | 7     | 10  | 17 | 26   | -9  | 22     |
| 11 | نادي الجزيرة        | 22  | 4   | 7     | 11  | 19 | 35   | -16 | 19     |
| 12 | نادي المجد          | 22  | 3   | 8     | 11  | 15 | 28   | -13 | 17     |

|  | بطل الدوري                     |
|  | الهبوط إلى دوري الدرجة الثانية |